# Веслав Меринг
Вѐслав Альо̀йзи Мѐринг (на полски: Wiesław Alojzy Mering) е полски римокатолически духовник, доктор на хуманитарните науки, ректор на Висшата духовна семинария в Пелплин (1992 – 2003), епископ на Влоцлавешката епархия от 2003 година.

## Живот
Веслав Меринг е роден на 20 декември 1945 година в град Жуково, близо до Гданск.
След завършване на средно образование постъпва във Висшата духовна семинария в Пелплин. Две години по-късно се мести в Люблинския католически университет, където защитава магистърска теза по християнска философия. Ръкоположен е за свещеник на 21 май 1972 година в Гдиня от Зигфрид Ковалски, викарен епископ на хелминската епархия. Служи две години като викарий в енотията „Св. Мартин“ в Шераковице. През 1976 година защитава докторска дисертация по хуманитарни науки в Католическата богословска академия във Варшава. Впоследствие една година специализира богословие в Страсбургския университет. Служи като викарий в енориите „Христос Крал“ в Торун (1978) и „Божия Майка Розарийна“ в Гдиня (1978 – 1981). От 1982 година е енорийски свещеник в село Лигнови Шляхетске, близо до Пелплин. През 1992 година е избран за ректор на Пелплинската семинария, където дълги години преподава философия, метафизика, история на философията и философска антропология.
На 25 март 2003 година папа Йоан Павел II го номонира за влоцлавешки епископ. Приема епископско посвещение (хиротония) на 26 април във Влоцлавешката катедрала от ръката на Юзеф Ковалчик, апостолически нунций в Полша, Бронислав Дембовски, почетен влоцлавешки епископ и Ян Шляга, пелплински епископ. Същият ден приема канонично епархията и влиза в катедралата като епископ.